# Remède de Saxbe
Le Remède de Saxbe (Saxbe Fix) ou réduction salariale est un mécanisme en vertu duquel le président des États-Unis, lorsqu'il nomme un membre actuel du Congrès des États-Unis ou un ancien membre dont le terme électif n'est pas encore échu, peut contourner les restrictions imposées par la Clause d'inéligibilité de la Constitution américaine :

« Aucun sénateur ou représentant ne pourra, durant la période pour laquelle il a été élu, être nommé à une fonction civile relevant de l'autorité des États-Unis, qui aurait été créée ou dont le traitement aurait été augmenté durant cette période ; et aucune personne occupant une charge relevant de l'autorité des États-Unis ne sera membre de l'une ou l'autre des deux Chambres tant qu'elle exercera ces fonctions. »

— Article 1, Section 6, Clause 2 de la Constitution des États-Unis
Cette clause interdit au président de nommer un membre actuel ou un ex-membre du Congrès à un poste qui a été créé ou à un poste pour lequel le salaire ou les bénéfices (traitement) ont été augmentés pendant la période allant de l'élection de ce membre à la fin de son mandat. La réduction, mise en œuvre par une loi du Congrès pour la première fois en 1909, ramène le traitement lié à la fonction aux niveaux auxquels il était lorsque le membre a amorcé son mandat électif.
Afin de prévenir les conflits éthiques, James Madison a proposé une formulation à la Convention constitutionnelle, laquelle a été adoptée en tant que Clause d'inéligibilité, après débat et modification par les autres Pères fondateurs. Historiquement, un certain nombre d'approches avaient été adoptées pour résoudre le problème posé par ces restrictions. On a notamment choisi un candidat de remplacement afin de permettre au candidat désiré de terminer son mandat, on a fait abstraction de la clause et on a utilisé un Remède de Saxbe pour diminuer les émoluments polémiques. Même si le Congrès a adopté ce dernier mécanisme dès 1909, il porte le nom du sénateur William Saxbe, confirmé Procureur général en 1973 après que le Congrès eut réduit le salaire lié à cette fonction au niveau qu'il avait avant que débute le mandat de Saxbe. Depuis la fin des années 1970, le Remède de Saxbe a été utilisé régulièrement. Il est par la suite devenu une solution pertinente et utile— bien que n'étant pas universellement acceptée— pour les nominations présidentielles au sein du Cabinet américain de membres du Congrès issus des deux partis. Des membres du Congrès ont été nommés à la magistrature fédérale sans qu'un mécanisme de contournement n'ait été utilisé, mais les contestations judiciaires de ces nominations ont échoué.
Quatre remèdes de Saxbe ont été appliqués pour des nominations présidentielles avant l'élection de Barack Obama. Les deux premières réductions salariales concernaient des nominations des républicains William Taft et Richard Nixon et les deux dernières ont été mises en œuvre pour des nominations des démocrates Jimmy Carter et Bill Clinton. Le Congrès a approuvé deux réductions supplémentaires dans les semaines ayant précédé la présidence d'Obama, en prévision des nominations à son Cabinet. Depuis les années 1980, les remèdes de Saxbe n'ont été que temporaires, se prolongeant jusqu'à l'échéance du mandat pour lequel le membre en fonction avait été élu. La clause n'a fait l'objet que de peu d'attention de la part des universitaires et des juristes : les débats ponctuels portent sur la capacité des réductions salariales à répondre à la Clause d'inéligibilité ou sur l'inéligibilité des membres du Congrès malgré la réduction.

## Contexte
Dans ses notes sur la Convention constitutionnelle de 1787, James Madison exprime sa crainte que les membres du Congrès en viennent à créer de nouvelles fonctions fédérales ou qu'ils augmentent les salaires attribués pour les fonctions existantes afin de les occuper par la suite. Madison écrit que la corruption législative, sous forme de création de fonctions superflues et d'augmentations salariales à des fins d'enrichissement personnel, constituait l'une de ses principales préoccupations. Les délégués présents étaient d'accord pour empêcher les membres du Congrès d'être éligibles à des fonctions exécutives pendant qu'ils siègent au Congrès[réf. souhaitée]. Madison a d'abord proposé que cet empêchement ait une durée d'un an. Toutefois, Nathaniel Gorham, James Wilson et Alexander Hamilton voulaient qu'il ne subsiste aucun empêchement après la fin du service au Congrès. Madison a finalement proposé un compromis selon lequel: "Aucune fonction ne peut être ouverte à un membre si elle a été créée ou augmentée alors qu'il siégeait"; cela a conduit à un vaste débat.
Les délégués ont éliminé l'interdiction empêchant un membre du Congrès d'occuper une fonction d'État, estimant qu'il pourrait arriver qu'il en aille de l'intérêt national de permettre un tel service. Ils ont éliminé l'interdiction d'un an, jugeant qu'elle était inefficace pour protéger la Constitution,. Charles Cotesworth Pinckney a demandé le vote des États et l'interdiction a été maintenue par un vote de 8 contre 3. Robert Yates souligne que la clause "qui aurait dû être créée ou les émoluments qui auraient dû en être augmentés" était un amendement passé en son absence. Il n'y croyait pas beaucoup puisqu'il ne doutait pas que les politiciens le contourneraient en créant de nouveaux postes pour y placer un membre du Congrès. Il s'agirait donc de postes créés par eux et non par le Congrès. Madison a déposé une motion pour l'ajout du libellé "ou dont le traitement aurait été augmenté par la législature des États-Unis au moment où ils en étaient membres et pour un an par la suite". Cette motion a été battue à 2 contre 8, avec un État divisé. L'article a été limité aux fonctions "civiles" afin de ne pas restreindre le service militaire. Ainsi, l'article a été adopté dans sa version actuelle, sans référence explicite à une période de temps déterminée.
Afin de protéger la "séparation des pouvoirs", la Constitution américaine (Article 1, Section 6, Clause 1) interdit l'adoption d'une législation concernant un pouvoir gouvernemental par ce même pouvoir. La corruption, comme celle qui avait sévi au parlement britannique, constituait une préoccupation pour ceux qui ont élaboré la constitution. Les juristes n'ont accordé que peu d'attention à cette clause dans leurs écrits et aucune cause visant directement l'application de cette clause n'a été vue par les tribunaux, aucun plaignant n'ayant été en mesure d'établir son intérêt juridique. En fait, certains guides généraux de recherche constitutionnelle, tel que le guide clause par clause The Constitution of the United States: À Guide and Bibliography to Current Scholarly Research, ne discutent pas de la clause d'inéligibilité. La plupart des textes universitaires sur la Constitution n'y réfère pas,,,,,. Bien que le remède de Saxbe soit ainsi désigné en raison de la nomination de William Saxbe par Richard Nixon, la première utilisation intentionnelle du mécanisme lui est antérieure de plusieurs décennies. Par tradition historique, le remède de Saxbe est considéré suffisant pour lever la disqualification de la Clause d'inéligibilité,.

## Histoire
La clause d'inéligibilité intervint dans les nominations dès 1793. Le président George Washington tenta de nommer William Paterson à la Cour suprême le 27 février 1793, à la suite de la démission du juge associé Thomas Johnson. Toutefois, Paterson, qui était gouverneur du New Jersey, avait été élu auparavant pour un mandat sénatorial qui venait à échéance le 4 mars 1793. Washington retira la nomination jusqu'à l'après-midi du 4 mars, à l'échéance du mandat disqualifiant.

### XIXesiècle
En 1882, une opinion formelle du Procureur général conclut qu'une démission du Congrès ne permet pas à un membre d'être libéré pour être nommé à une fonction civile parce que la clause réfère au mandat pour lequel un membre a été élu et que ce mandat continue d'exister même en cas de démission. Ainsi, comme dans le cas Paterson 90 ans plus tôt, le gouverneur de l'Iowa Samuel J. Kirkwood, qui avait démissionné de son siège au Sénat pour un mandat qui ne venait à échéance qu'en mars 1883, était inéligible pour une nomination au poste de Commissaire aux tarifs des États-Unis. En 1896, le Contrôleur du Trésor détermina, après les faits, que la nomination de l'ancien sénateur Matthew Ramson comme ambassadeur au Mexique n'était pas valide, le salaire de cette fonction ayant été augmenté pendant le mandat de Ramson; cette découverte tardive a empêché ce dernier de récolter un salaire.
Cette pratique consistant à empêcher les membres du Congrès d'occuper d'autres fonctions civiles a toutefois ses exceptions. Après tout, Ramson fut bel et bien nommé. Dans d'autres cas, il a pu y avoir une utilisation fortuite du remède de Saxbe. Le sénateur Lot M. Morrill a amorcé un mandat de six ans en 1871. En 1873, dans le cadre de la Loi sur la saisie des salaires, le Congrès a augmenté les salaires des membres du Cabinet de 8 000$ à 10 000$. Cette augmentation a été abrogée en 1874 et deux ans plus tard, avant la fin de son mandat, Morrill fut nommé secrétaire au Trésor américain. L'abrogation de la "saisie des salaires" a été motivée par l'indignation publique soulevée plutôt que par des préoccupations relatives à l'éligibilité des membres à ces fonctions. Toutefois, le Procureur général des États-Unis par intérim Robert Bork citerait plus tard le cas Morrill dans une opinion sur la nomination de Saxbe.

### XXesiècle
En 1909, le président élu Taft  annonça son intention de nommer le sénateur Philander C. Knox comme secrétaire d'État. Peu après l'annonce, la clause d'inéligibilité prit les individus concernés par surprise: Knox avait été élu pour un mandat qui ne prenait fin qu'en 1911 et le Congrès avait voté une augmentation des salaires de l'exécutif pendant ce mandat,. Les membres du Congrès considérèrent la possibilité de renverser la décision, après la démission de Knox et son entrée en poste, pour que Knox n'ait pas à renoncer à son traitement. À la suggestion du Comité judiciaire du Sénat, le Congrès adopta un projet de loi réduisant uniquement le traitement du secrétaire d'État à son niveau d'avant le mandat de Knox, croyant que cela remédierait au problème. Le Sénat adopta le projet de loi à l'unanimité, mais l'opposition fut beaucoup plus forte au sein de la Chambre des représentants, où la mesure ne put recevoir l'appui requis des deux-tiers dans le cadre d'une motion de suspension des règles, une procédure normalement réservée aux questions non controversées. À la suite de l'application d'une autre règle procédurale, la mesure fut adoptée par un vote majoritaire de 173 contre 115 et le président Roosevelt signa le projet de loi. Le 4 mars, le premier remède de Saxbe entra en vigueur lorsque le salaire du secrétaire d'État (mais pas celui des autres membres du Cabinet) passa de 12 000$ à 8 000$. Le Sénat confirma l'ensemble des nominations de Taft le 5 mars, et Knox entra en fonction le 6 mars.
En 1922, les contours de la clause furent davantage définis lorsque le sénateur William S. Kenyon se vit accorder d'accepter une nomination du président Warren G. Harding en tant que juge pour la huitième circonscription judiciaire. Le Procureur général Harry M. Daugherty avait conclu qu'aucun événement disqualifiant n'était survenu puisque l'augmentation du traitement pour cette fonction avait eu lieu lors d'un mandat qui avait précédé celui pour lequel Kenyon servait au moment de sa nomination. (L'opinion de Daugherty sera reprise sous l'administration Clinton lors de la nomination du représentant Bill Richardson au poste d'ambassadeur auprès de l'ONU). Il n'y eut aucune tentative de diminution lorsque le sénateur Hugo Black fut nommé à la Cour Suprême et la cour rejeta une tentative d'empêcher Black de prendre son poste sur la base d'objections liées à la clause d'inéligibilité, dans la cause Ex parte levitt, faute d'intérêt juridique. Le demandeur dans la cause Black n'avait d'intérêt que comme citoyen des États-Unis et membre du Barreau de la Cour Suprême, ce que la cour jugea insuffisant. L'administration Nixon contourna la clause d'inéligibilité pendant sa première année, lorsque Nixon nomma le représentant Donald Rumsfeld comme directeur de l'Office of Economic Opportunity en 1969. Bien que le salaire de ce poste ait été augmenté à 42 500$ au cours du mandat de Rumsfeld au Congrès, Rumsfeld ne reçut pas de salaire pour cette fonction. Rumseld a plutôt occupé la double charge d'assistant présidentiel au même salaire de 42 500$, présumant que cette fonction pas assujettie à la Clause.
Le mécanisme de réduction fut baptisé lors que le président Nixon tenta de nommer le sénateur William Saxbe au poste de Procureur général à la suite du Massacre du samedi soir. Elliot Richardson démissionna le 20 octobre 1973 et Nixon procéda à la nomination de Saxbe le 1er novembre. Saxbe a été choisi, pour une large part, parce que Nixon estimait que les membres du Sénat aimeraient confirmer la nomination de l'un des leurs, malgré les confrontations relatives au Scandale du Watergate en cours. Saxbe était sénateur lorsque, en 1969, le Congrès avait adopté une augmentation salariale de 35 000$ à 60 000$ pour les membres du Cabinet. Selon la section 358 du titre 2 du Code des États-Unis, "Après avoir pris en considération le rapport et les recommandations de la Commission soumis conformément à la section 357 du présent titre, le Président doit transmettre au Congrès ses recommandations relatives aux taux exacts de paie pour les fonctions et les postes, dans les limites des sous-paragraphes (A), (B), (C) et (D) de la section 356 du présent titre, lesquels taux seront considérés justes et raisonnables par le Président." Le Président transmit les "Recommandations salariales pour les augmentations de 1969" au Congrès le 15 janvier 1969, suivant le premier rapport de la Commission qui lui fut soumis conformément à la Loi publique 90-206 en décembre 1968 (34 F.R. 2241; 83 Stat. 863). Saxbe était devenu sénateur le 3 janvier  1969 et le 14 février, le Congrès choisit de ne pas user de son veto sur la proposition qui augmentait le salaire des hauts fonctionnaires de l'exécutif, de la branche judiciaire et des membres du Congrès.
Comme dans le cas de Knox, les complications relatives à la clause d'inéligibilité prirent Saxbe et l'administration Nixon par surprise, après l'annonce de la nomination,. Au début de novembre 1973, Nixon demanda une réduction du traitement à son niveau d'avant 1969, à titre de remède au problème. Le Comité judiciaire du Sénat tint plusieurs jours d'audiences sur l'interprétation adéquate de la clause d'inéligibilité,, les professeurs de droit constitutionnel offrant des interprétations divergentes quant à la constitutionnalité du remède proposé. Le Sénat suivit l'avis du Procureur général par intérim Robert Bork, selon lequel la réduction du salaire du Procureur général à son niveau d'avant 1969 par l'adoption du projet de loi H.R. 11710 (PL 93-178) remédierait à l'inéligibilité,,. Le projet de loi S. 2673 fut adopté par le Sénat par un appel aux voix de 75 contre 16 le 28 novembre, après avoir reçu l'approbation du Bureau de poste du Sénat et du Comité du Service civil et après avoir été vertement critiqué par le Comité judiciaire du Sénat.
Bien que son passage en Chambre ait été moins controversé qu'il ne l'a été au Sénat parce que les considérations constitutionnelles n'ont pas dominé le débat, le projet de loi a rencontré d'autres obstacles procéduraux. À l'époque, le Congrès était en état de siège en raison de ce qui était largement perçu comme un abus des privilèges d'affranchissement des membres (NdT: le privilège d'affranchissement accordé aux membres du Congrès leur permet d'utiliser leur signature comme seul affranchissement pour des envois postaux). En avril, la Chambre approuva le projet de loi H.R. 3180 pour clarifier ce qui constituait un usage approprié de l'affranchissement et le Sénat amenda le projet de loi le 11 octobre. La Chambre demanda une conférence, mais le Sénat en retarda la tenue. On suppose que le Bureau de poste du Sénat et la présidente du Comité de la fonction publique, Gale McGee, retardaient l'adoption du projet de loi sur l'affranchissement jusqu'à ce que le projet de loi adopté par le Sénat sur l'enregistrement des électeurs par carte postale (S. 352) soit soumis au vote de la Chambre. Ainsi, la Chambre a d'abord inséré des dispositions relatives à l'affranchissement dans son projet de loi sur le Remède de Saxbe. Le 3 décembre, elle suspendit les règles de procédure et adopta le projet de loi à 261 voix contre 129. Le Sénat adopta ensuite le projet de loi sur le Remède de Saxbe (H.R. 11710) le 6 décembre, sans les dispositions relatives à l'affranchissement. La Chambre donna son assentiment au projet de loi amendé le 7 décembre. Le 10 décembre, Nixon soumit officiellement la nomination de Saxbe. Le Comité judiciaire approuva la nomination de Saxbe le 13 décembre et le Sénat la confirma le 17 décembre par un vote de 75 à 10. Dix sénateurs démocrates justifièrent leur opposition par des préoccupations d'ordre constitutionnel. Le sénateur Robert Byrd, estimant que l'empêchement ne pouvait être contourné par voie de législation, expliqua ainsi sa position à l'époque:"[Cette clause] n'est pas assez claire pour que nous puissions la repousser du revers de la main...Nous ne devrions pas laisser croire au peuple américain qu'il est possible de trouver un moyen de contourner un obstacle constitutionnel". Saxbe ne démissionna de son siège au Sénat que le 4 janvier 1974, date à laquelle sa femme devenait admissible aux rentes de survivant, à la fin de sa cinquième année de service. Cela retarda son passage au Cabinet parce que la clause d'inéligibilité interdit explicitement le double emploi. Saxbe écrivit plus tard que même s'il avait besoin du salaire qu'il perdait (il gagnait 42 500$ par an comme sénateur), il demeurait disposé à servir comme Procureur général, malgré ces difficultés financières. Sa plus grande crainte était que le remède soit jugé inconstitutionnel par la Cour Suprême plusieurs mois après son entrée en poste et qu'il ait à rembourser un salaire qu'il aurait déjà dépensé.
Par la suite, Jimmy Carter devint le premier président démocrate à utiliser le Remède de Saxbe lors de la nomination du sénateur Edmund Muskie comme secrétaire d'État. Cyrus Vance avait démissionné le 28 avril 1980. Ironiquement, Muskie était l'un des dix sénateurs qui avaient voté contre la confirmation de la nomination de Saxbe. Carter nomma Muskie le 29 avril, et le Sénat confirma cette nomination le 7 mai par un vote de 94 contre 2,. Contrairement aux remèdes utilisés pour Knox et Saxbe, la réduction salariale ayant permis la nomination de Muskie fut temporaire, puisqu'elle ne fut en vigueur que pour la durée du mandat de Muskie. Lorsque Carter nomma le représentant Abner Mikva à la circonscription judiciaire du District de Columbia, une poursuite remettant en question la nomination sur la base de la clause d'inéligibilité échoua à nouveau par manque d'intérêt juridique.
Lorsque le juge de la Cour Suprême Lewis F. Powell Jr. pris sa retraite en 1987, le président Ronald Reagan considéra la possibilité de nommé le sénateur Orrin Hatch pour le remplacer,. Cependant, le Congrès avait adopté une augmentation du salaire des juges pendant son mandat. En juillet 1987, Bork fut nommé à sa place, même si la Clause d'inéligibilité joua, tout au plus, un rôle secondaire dans ce choix. Deux mois plus tard, le Procureur Général Charles J. Cooper rejeta le Remède de Saxbe dans une opinion écrite, concluant qu'il ne résolvait pas les problématiques relatives à la clause d'inéligibilité,. (La nomination de Bork fut rejetée par le Sénat et le siège fut finalement accordé à Anthony Kennedy).
Le 5 janvier 1993, S.J. Res. 1, un projet de loi visant à réduire le salaire du secrétaire au Trésor de 148 400$ à 99 500$ (son niveau d'avant 1989), fut adopté par une voix au Sénat et le 6 janvier par la Chambre. Le 19 janvier, le président George H. W. Bush signa un projet de loi autorisant un Remède de Saxbe temporaire pour que le sénateur Loyd Bensten puisse passer du Sénat au poste de secrétaire du Trésor, sous l'administration Clinton nouvellement élue. La résolution S.J. Res. 1 (1993), laquelle annulait les augmentations de traitement pour le reste du mandat de Bensten qui venait à échéance le 3 janvier 1995 avait été adoptée par les deux chambres, sans objection. Toutefois, dans un article publié dans une revue de droit, le professeur de droit Michael Stokes Paulson de l'Université du Minnesota a rejeté la constitutionnalité du remède accordé à Bensten.
En 1994, le président Bill Clinton reçut l'approbation pour l'utilisation d'un Remède de Saxbe pour nommer le leader de la majorité au Sénat George J. Mitchell à la Cour suprême, mais Mitchell retira sa candidature pour des considérations qui n'étaient pas reliées à son inéligibilité.

### XXIesiècle
Le terme "remède de Saxbe" a fait un retour dans l'actualité en 2008, avec les rumeurs sur la nomination de la sénatrice Hillary Rodham Clinton au poste de secrétaire d'État par le résident élu Barack Obama. Ses intentions ont été confirmées le 1er décembre 2008. Le mandat de Clinton au Sénat qui était concerné par la problématique a commencé avec le 110e Congrès le 3 janvier 2007, suivant sa réélection de 2006. Les salaires du Cabinet américain ont été augmentés de 186 600$ à 191 300$ en janvier 2008 et à 196 700 $ en janvier 2009,. Comme le note le juriste universitaire Eugene Volokh dans son blog, ces augmentations ont été effectuées sur ordre de l'exécutif en raison des statuts relatifs à l'augmentation du coût de la vie. Avant l'augmentation de janvier 2009, les secrétaires gagnaient 191 300$, alors que les sénateurs n'en gagnaient que 169 300$.
Sans un remède de Saxbe, Clinton aurait été inéligible pour occuper au poste au Cabinet jusqu'à la fin du 112e Congrès en janvier 2013, presque à la fin du mandat électif d'Obama. Le Sénat a donc adopté un remède de Saxbe le 10 décembre 2008, à l'unanimité, pour réduire le salaire du secrétaire d'État à son niveau du 1er janvier 2007 soit 186 000$,, prenant effet à midi le 20 janvier 2009. Le président George W. Bush a signé la résolution, devenue loi le 19 décembre, annulant les augmentations de traitement approuvées ou à être approuvées pendant le mandat de Clinton au Sénat entre midi le 3 janvier 2007 et midi le 3 janvier 2013.
L'organisation Judicial Watch a annoncé, après la nomination, qu'elle estimait que l'utilisation d'un remède de Saxbe était inconstitutionnelle et que Clinton ne pourrait devenir secrétaire d'État qu'en janvier 2013, au plus tôt. Après l'adoption du remède de Saxbe, Judicial Watch a indiqué qu'il pourrait chercher à stopper la nomination de Clinton par une contestation judiciaire. Le 29 janvier 2009, une semaine après le serment d'office de Clinton, Judicial Watch a déposé la poursuite Rodearmel c. Clinton devant la Cour de circonscription du District de Columbia, au nom de David Rodearmel, un fonctionnaire des Affaires étrangères américaines et employé du département d'État. La poursuite prétend que Clinton est "constitutionnellement inéligible" au poste de secrétaire d'État en raison de la clause d'inéligibilité et que Rodearmel ne peut être forcé à travailler à son service, puisque cela violerait le serment qu'il a prononcé en tant que membre du Service des Affaires étrangères en 1991 "d'appuyer et défendre" la Constitution américaine et "de faire preuve d'une foi et d'une allégeance réelles" envers elle. Le 6 février, un panel de trois juges a été nommé pour entendre cette cause
La nomination du sénateur Ken Salazar, secrétaire à l'Intérieur, a aussi demandé l'application d'un remède de Saxbe par le 111e Congrès des États-Unis. Salazar s'est vu administrer un remède de Saxbe temporaire le 6 janvier 2009, dans le cadre de la résolution S.J. Res. 3. Cette résolution a diminué le salaire du secrétaire à l'Intérieur à son niveau du 1er janvier 2005, en vigueur le 20 janvier 2009. Elle annule toutes les augmentations de traitement pour ce poste approuvées ou à être approuvées à partir de midi le 3 janvier 2005 et jusqu'à midi le 3 janvier 2011. Le projet de loi présenté par le leader de la majorité au Sénat Harry Reid a été introduit le 6 janvier 2009, pour devenir la première loi mise en œuvre par le 111e Congrès (Pub. L. No. 111-1). À l'heure actuelle, il y a trois membres du Cabinet en service qui siégeaient comme membres de la Chambre ou du Sénat lors de leur nomination et deux d'entre eux (Clinton et Salazar) ont dû se voir administrer un remède de Saxbe.

## Légalité
Le remède de Saxbe est devenu de moins en moins politiquement controversé au fil du temps. Des présidents démocrates comme des présidents républicains l'ont utilisé; le président sortant George H. W. Bush a aidé le président entrant Bill Clinton à exécuter le dernier remède à être utilisé avant le début de l'administration Obama en signant la loi la veille de l'inauguration de Clinton. Les remèdes qui ont été mis en œuvre dans le cadre du cabinet Obama ont été adoptés, tant à la Chambre qu'au Sénat, sans amendement et à l'unanimité,. Le président républicain sortant Bush a signé les remèdes pour Clinton et Salazar pour leur donner force de loi pour l'administration démocrate entrante d'Obama,.
La constitutionnalité des remèdes a toutefois fait l'objet de plusieurs débats et la Cour suprême ne s'est jamais prononcé directement à son sujet,. Une critique de la clause doit débuter par une simple analyse terminologique de celle-ci: "Aucun sénateur ou représentant ne pourra, durant la période pour laquelle il a été élu, être nommé à une fonction civile relevant de l'autorité des États-Unis, qui aurait été créée ou dont le traitement aurait été augmenté durant cette période; et aucune personne occupant une charge relevant de l'autorité des États-Unis ne sera membre de l'une ou l'autre des deux Chambres tant qu'elle exercera ces fonctions". Historiquement, la classe de l'individu n'a pas constitué un enjeu. La clause utilise le verbe "élu". Si un sénateur servait à la suite d'une nomination pour un poste vacant lors d'un mandat qui n'est pas échu acceptait un poste fédéral avant la fin de son mandat, cela pourrait devenir un enjeu.
La phrase "pendant la période pour laquelle il a été élu" n'a pas été controversée. Selon l'interprétation du juriste Joseph Story dans ses Commentaries on the Constitution of the United States, l'événement disqualifiant prend fin à la conclusion du mandat électif au cours duquel il a eu lieu. Cette vision est largement partagée De plus, un mémoire du ministère de la Justice reprenant les opinions officielles des Procureurs généraux des États-Unis, indique que "la clause d'inéligibilité ne concerne que les augmentations qui sont en vigueur pendant le mandat au cours duquel un membre du Congrès sert [ou servirait]". Ce principe a été appliqué, par exemple, pour déterminer si le président Clinton pouvait nommé le représentant Bill Richardson comme ambassadeur auprès des Nations unies, malgré l'augmentation de salaire survenue avant le mandat pour lequel il servait alors, et pour déterminer si le président Harding pouvait nommer le sénateur William Kenyon (en) comme juge malgré l'augmentation des salaires de la magistrature par le Congrès au cours de son mandat précédent. Les opinions diffusées par l'Office of Legal Counsel sous l'administration Clinton ont souvent présupposé de l'application de la clause et ont conclu que "la tradition d'interprétation de la clause a été 'formaliste' plutôt que 'fonctionnelle'". Une autre clarification a été apportée en 1969, lorsque le représentant nouvellement réélu Melvin Laird a été choisi par le président élu Nixon comme secrétaire à la Défense et qu'il était prévu que le Congrès augmente le salaire des membres du Cabinet pendant le nouveau mandat. Le Procureur général Ramsey Clark a fourni une opinion officielle, suivie par Laird, selon laquelle ce dernier pouvait prêter serment et servir son mandat du 3 au 20 janvier (date à laquelle Nixon entrerait en fonction) sans contrevenir à la clause, pour autant qu'il rejoigne le cabinet avant la prise d'effet de l'augmentation.

### Arguments en faveur de sa constitutionnalité
L'un des prismes d'interprétation de la clause est la vision intentionnaliste. Comme définie par le professeur de droit à l'Université de la Caroline du Nord Michael J. Gerhardt, il s'agit de la position selon laquelle "la question essentielle n'est pas de savoir si la lettre de la loi a été bafouée (elle l'a été) mais plutôt de savoir si le problème que la clause cherche à éviter— les conflits d'intérêts dans la nomination d'un membre du Congrès qui aurait pu se voter une augmentation— a bel et bien été évité". Cet argument, tenant de l'esprit de la loi, est une référence aux "augmentations nettes". Selon l'avocat constitutionnaliste conservateur Bruce Fein, "le supposé remède correspond parfaitement à l'objectif de la clause".
Si le remède de Saxbe constitue une solution au problème de base de la législation adoptée par ceux qui en sont l'objet, il est pertinent de savoir que le Congrès n'a voté aucune augmentation aux salaires ou aux avantages du Cabinet depuis les années 1990, ayant confié ce pouvoir au président sous la forme d'un ajustement global au coût de la vie sur ordre de l'exécutif.
L'une des interprétations les plus clémentes de la législation adoptée par ceux qui en sont l'objet est probablement celle émise au cours des audiences de 1973 au sujet de Saxbe par le professeur de l'École de droit de l'Université Duke, William Van Alstyne, selon laquelle la clause d'inéligibilité ne s'applique qu'aux nouveaux postes créés pendant le mandat du Congrès et non aux nominations à des postes existants.
Certains universitaires considèrent que la phrase "aurait été augmenté durant cette période" est ambiguë et qu'elle ouvre la voie à différentes interprétations. Par exemple, on pourrait l'interpréter comme voulant signifier "auront été augmentés au moins une fois" ou "auront constitué une augmentation nette". Dans le dernier cas, le remède de Saxbe serait constitutionnel.

### Arguments contre la constitutionnalité du remède de Saxbe
La clause peut également être interprétée selon un prisme textualiste, c'est-à-dire en donnant préséance à ce que dit la loi plutôt qu'à son intention. La plupart des juristes tenant de cette approche considère que le remède de Saxbe ne répond pas au problème constitutionnel. Comme les tenants du textualisme croient que le texte de la règle constitue une interdiction absolue, le textualiste et professeur de droit Michael Paulsen a dit qu'un "remède" peut révoquer le salaire,...mais qu'il ne peut annuler des événements historiques. La plupart des textualistes s'entendent pour affirmer que le remède répond à l'esprit de la clause, mais nient que l'"esprit" de la clause l'emporte sur le texte,.
Cette vision n'est pas le seul apanage des textualistes. Par exemple, les professeurs de droit Jack Balkin et Nark Tushnet la partagent, Tushnet faisant observer que le remède de Saxbe "sent la brillante manipulation à plein nez" et qu'elle ne permet pas de répondre adéquatement au problème puisque "la révocation de l'augmentation ne signifie pas que les salaires 'n'auront pas été augmentés': elle signifie seulement que les salaires ont à la fois été augmentés et réduits pendant le mandat".
Certains intentionnalistes interprètent la clause d'inéligibilité comme une protection contre l'augmentation de la taille et du champ d'action du gouvernement fédéral et contre l'augmentation corrélative de son budget, en plus de constituer une protection contre l'auto-enrichissement. Ils considèrent que la révocation des augmentations salariales n'empêchent pas les membres du Congrès d'adopter une démarche qui contribuerait à faire grossir le gouvernement.
Certains ont aussi présenté, pendant les audiences sur le remède de Saxbe, un argument voulant que ceux qui ont élaboré la Constitution ont écrit la clause d'inéligibilité pour empêcher le Congrès de mettre en œuvre des lois qui seraient au bénéfice de l'un de ses membres. Ainsi, tout remède de Saxbe appartiendrait à cette catégorie de lois et devrait être désavouée de ce seul fait.

### Contestations
Une fois que le Congrès a approuvé une réduction salariale et que la nomination est confirmée, les experts juristes concluent qu'en pratique, il est peu probable que la contestation d'une nomination puisse l'emporter devant les tribunaux. Le demandeur le plus probable serait un individu qui aurait subi des préjudices à la suite d'une décision discrétionnaire sous l'autorité de la personne ainsi nommée—par exemple, quelqu'un qui se serait vu refuser un passeport. Il est peu probable que quelqu'un puisse être considéré comme ayant un intérêt dans la contestation d'une nomination. La Cour Suprême a fait preuve de moins de sollicitude envers cette notion d'intérêt depuis qu'elle s'est retirée du niveau le plus coûteux dans United States v. SCRAP. Elle a en particulier refusé d'accorder cet intérêt pour préjudice constitutionnel général à des plaignants qui n'étaient pas protégés par statuts ou auxquels un statut conférait un intérêt,.
L'expérience a montré qu'il était difficile de se voir reconnaître un intérêt lorsqu'un remède n'est pas utilisé dans le cadre d'une nomination controversée. Les tribunaux ont rejeté des poursuites contestant les nominations du juge de la Cour suprême Hugo Black (Ex parte Levitt, 302 U.S. 633 (1937)) et du juge Abner Mikva (McClure c. Carter, 454 U.S. 1025 (1981)), tous deux membres du Sénat avant leur nomination et tous deux nommés sans recours à un remède de Saxbe, en raison de l'échec des plaignants à démontrer un intérêt juridique. Ces causes mises à part, la plupart des tentatives d'établir un intérêt ont été considérées comme des poursuites frivoles, intentées par des groupes marginaux.

### Précédents
Plusieurs nuances de la Clause d'inéligibilité déterminent la nécessité de recourir à un remède dans des cas spécifiques:
1. Elle s'applique aux membres qui siègent, et non à ceux qui ont été élus mais qui n'ont pas encore prêté serment.
2. Selon Marbury c. Madison, "nommé" réfère au moment de la nomination au poste civil et non au moment de son approbation[83]. Bien que le juge en chef de la Cour Suprême ait affirmé que les nominations présidentielles sont entièrement volontaires, des restrictions à son autorité statutaire s'imposent[13]. Par exemple, le devoir de mandater des fonctionnaires des États-Unis est encadré par la Constitution et le président doit procéder aux nominations avec l'avis et le consentement du Sénat[84].
3. L'empêchement ne peut être évité par une démission du Congrès. Selon une opinion écrite du Procureur général Benjamin H. Brewster[16], la clause s'applique au mandat "pour lequel il a été élu" et pas à la période pendant laquelle le membre détient effectivement le poste.
4. Selon United States v. Hartwell, une "fonction civile" est celle pour laquelle la personne qui a été nommée exerce un rôle d'autorité. Elle ne s'applique pas à un mandat temporaire, honorifique, consultatif ou occasionnel[85]. Les termes "fonction civile" et "fonctionnaire civil" ne sont utilisés qu'une fois chacun dans la Constitution et la fonction civile n'y est pas définie[86].
5. Selon McLean c. United States, le "traitement" ne réfère pas uniquement aux salaires[87].
6. Sous les présidents Lyndon B. Johnson et Jimmy Carter, le ministère américain de la Justice a déterminé que le moment où le Congrès a adopté la législation augmentant le salaire n'avait pas d'importance, dès lors que l'ancien membre a été nommé avant que l'augmentation du salaire ne prenne effet[88],[89].